# Ân Trọng Kham
Ân Trọng Kham (chữ Hán: 殷仲堪, ? - 399), nguyên quán ở Trần quận, là đại thần, tướng lĩnh dưới thời nhà Tấn trong lịch sử Trung Quốc.

## Xuất thân và thời trẻ
Gia đình Ân Trọng Kham nhiều đời phục vụ cho nhà Tấn. Tổ phụ của Ân Trọng Kham là Ân Dung, giữ chức Thái thường, Lại bộ thượng thư; cha ông là Ân Sư cũng làm đến chức Phiêu kị tư nghị tham quân, thái thú Tấn Lăng.
Ân Trọng Kham từ lúc nhỏ đã nổi tiếng ăn nói và đàm luận, được nhiều người quý mến. Lúc lớn ông được bổ làm Tá trứ tác lang. Đến năm 379, Ân Trọng Kham đi theo Quan Quân tướng quân, thứ sử Từ châu Tạ Huyền, được bổ làm Tham quân, sau lại thăng ông lên chức trưởng sử. Trọng Kham rất được Tạ Huyền coi trọng. Ông thường khuyên Tạ Huyền nên tìm cách lấy lòng người dân ở phương bắc. Tạ Huyền rất nể phục.
Về sau Ân Trọng Kham được thăng lên làm thái thú Tấn Lăng. Trong thời gian cai trị Tấn Lăng, ông dùng chính sách giáo hóa dân chúng học theo điều lễ nghĩa, ra lệnh cấm những trường hợp sinh con mà không báo lên quan, người nhà chết không cử ai, làm lễ tang lâu mà không chịu hạ táng,... Đối với phụ thân, ông cũng tỏ ra là người con có hiếu. Thấy Ân Dung bị bệnh lâu năm, tự trách vì sức mình không cứu chữa nổi, Ân Trọng Kham bèn tự nghiên cứu y thuật. Có lần vì quá lo cho sức khỏe của cha, Ân Trọng Kham trong lúc dùng thuốc gạt nước mắt, cuối cùng bị chột một mắt. Khi Ân Dung qua đời, Trọng Kham hết sức lo tang, đau buồn đến gầy yếu cả người.

## Trấn giữ Kinh châu
Về sau Ân Trọng Kham được bổ làm Thái tử Trung thứ tử, Hoàng môn thị lang và vào triều làm quan, rất được Tấn Hiếu Vũ Đế tín nhậm. Bầy giờ trong triều đình, Cối Kê vương Tư Mã Đạo Tử nắm nhiều quyền lực, trọng dụng gian thần Vương Quốc Bảo khiến hoàng đế rất bất mãn, bèn tìm cách bổ nhiệm các đại thần thân tín trong triều cai quản các châu quận để kiềm chế đi. Năm 392, thứ sử Kinh châu Vương Thầm qua đời, Hiếu Vũ Đế bèn bổ nhiệm Trọng Kham làm đô đốc quân sự ba châu Kinh, Ích, Ninh, Chấn Uy tướng quân, Thứ sử Kinh châu và giao cho nhiệm vụ trấn thủ Giang Lăng.
Ân Trọng Kham có tiếng là người anh minh, vì thế việc ông đến Kinh châu được nhiều người kì vọng sẽ làm nên thành tích. Khi đến châu, ông không thay đổi pháp độ nhưng vẫn được nhiều người tin cẩn và quy phục vì cách hành xử khéo léo. Một lần người quận Quế Dương là Hoàng Khâm đang có tang cha, nhưng không mặc đồ tang, lại lên tiếng nhục mạ trong lễ tang, bị tố giác đến chỗ Ân Trọng Kham, theo luật thì phải xử Hoàng Khâm tội chết. Nhưng ông cho rằng cha của Hoàng Khâm vừa chết, nếu như xử tử Khâm vì tội này sẽ làm người quá cố mang tiếng xấu, nên không xử chết Hoàng Khâm. Mấy năm sau, thứ sử Ích châu Quách Thuyên do bị phát giác có mưu phản, triều đình bèn giao cho Ân Trọng Kham xét xử. Trọng Kham cho giết chết Quách Thuyên.
Sau đó triều đình đổi Ân Trọng Kham làm Ưng Dương tướng quân. Ít lâu sau, vùng Giang Lăng bị lũ lụt, nhiều hộ bị thiệt hại, Ân Trọng Kham bị chỉ trích không nghiêm minh trong việc đắp đê phòng lụt nên bị giáng làm Ninh Viễn tướng quân. Đến năm 396, Tấn Hiếu Vũ Đế bị Trương Quý nhân sát hại, An Đế nối ngôi, thăng Trọng Kham làm Quan Quân tướng quân nhưng ông từ không nhận.

## Hưởng ứng Vương Cung
Năm 397, Thứ sử hai châu Thanh, Duyện là Vương Cung khởi binh kể tội gian thần Vương Quốc Bảo (kẻ nịnh hót được Tể tướng Cối Kê vương Tư Mã Đạo Tử yêu thích), đưa quân tiến đánh Kiến Khang. Ân Trọng Kham theo lời của Nam quận công Hoàn Huyền, cử quân theo giúp Vương Cung. Ông cũng khuyên anh họ là Ân Nghĩ và tướng ở Nam quận là Giang Tích, Thứ sử Ung châu Si Khôi hưởng ứng nhưng họ đều không đồng ý. Về sau Trọng Kham cũng do dự không còn giữ được ý kiến. Đúng lúc sử giả của Vương Cung đến nơi, yêu cầu Ân Trọng Kham giúp quân thảo phạt Vương Quốc Bảo, Trọng Kham đành phải chấp nhận. Về sau Tư Mã Đạo Tử giết Vương Quốc Bảo và Vương Tự, Trọng Kham và Vương Cung mới trở về Giang Lăng.
　 
Sang năm 398, Vương Cung lại lấy lý do diệt trừ phe cánh của Tiều vương Tư Mã Thượng Chi kéo quân đánh Kiến Khang lần thứ hai. Ân Trọng Kham bèn quyết định trợ giúp ngay từ đầu, ý muốn chia thành công cùng với Vương Cung. Ông phái Dương Thuyên Kì dẫn 5000 thủy quân làm Tiên phong, còn mình đích thân dẫn 20000 quân đi sau. Khi Trọng Kham tiến tới Vu Hồ thì nghe tin Vương Cung đã bị triều đình giết chết. Dương Thuyên Kì và Hoàn Huyền hoảng sợ bỏ về Thái châu. Lúc bấy giờ triều đình không rõ về lực lượng của quân đội Kinh châu của Ân Trọng Kham; Tả vệ tướng quân Hoàn Tu hiến kế cho Tư Mã Đạo Tử nên lợi dụng Hoàn Huyền và Dương Thuyên Kì để chống lại ông. Đạo Tử bằng lòng, bèn phong Hoàn Huyền làm Thứ sử Giang Châu, Dương Thuyên Kì làm Thứ sử Ung châu, Hoàn Tu làm Thứ sử Kinh châu và biếm Trọng Kham xuống làm Thứ sử Quảng châu. Ân Trọng Kham bất mãn, không chịu lui binh, ý muốn tiếp tục dùng quân đội để tấn công Kiến Khang, lại hạ lệnh cho Hoàn Huyền mau chóng tiến binh, nhưng Huyền tơ tưởng đến chức vị của triều đình nên chần chừ không quyết định, còn Dương Thuyên Kì đã chấp nhận nhận chức của triều đình. Ân Trọng Kham được tin, lo sợ, đành phải lui quân.
Sau đó Ân Trọng Kham lập lại quan hệ với Hoàn Huyền và Dương Thuyên Kì, tôn Huyền làm minh chủ, không nghe theo mệnh lệnh của Tấn triều, đồng thời yêu cầu Tư Mã Đạo Tử giết chết Lưu Lao Chi, kẻ phản bội Vương Cung trước kia và Tư Mã Thượng Chi. Lúc đó Lưu Lao Chi bèn đưa quân từ Kinh Khẩu về Kiến Khang, Thuyên Kì và Huyền được tin cả sợ, bèn trở về Thái châu, Lao Chi cũng rút về Kinh Khẩu.
Dương Thuyên Kì trở về quản lý Ung châu, tiễn quan trấn thủ Ung châu trước đây là Si Khôi về kinh. Ân Trọng Kham bèn phái sát thủ giết hại Si Khôi.

## Thất bại và qua đời
Tuy kết minh cùng Hoàn Huyền, song Ân Trọng Kham và Dương Thuyên Kì không chịu thần phục. Thuyên Kì nhiều lần phát quân công phạt Huyền, có lần còn mua chuộc sát thủ định hại Huyền, nhưng Ân Trọng Kham thấy rằng Dương Thuyên Kì là kẻ dũng mãnh, nếu như giết được Hoàn Huyền sẽ còn lấn át tới mình, nên không chấp nhận.
Hoàn Huyền sau khi biết việc Dương Thuyên Kì muốn đối phó mình, liền dẫn quân chuẩn bị diệt Thuyên Kì, thượng biểu lên triều đình. Triều đình bèn dùng Huyền làm Đô đốc bốn quân ở Kinh châu, phong thuộc tướng Hoàn Vĩ làm Nam Man giáo úy. Giáo úy cũ là Dương Quảng bèn bị Ân Trọng Kham điều đi nơi khác. Dương Thuyên Kì biết việc, cực kì tức giận, bèn lấy cớ đem quân cứu thành Lạc Dương đang bị Hậu Tần bao vây, nhưng thực ra là tiến đánh Hoàn Huyền. Trọng Kham cũng không tin tưởng Dương Thuyên Kì, bèn phái Ân Duật đưa quân lên phía bắc đề phòng. Thuyên Kì đành phải lui quân.
Tháng 12 năm 399, Hoàn Huyền trở mặt, đem quân thảo phạt và Dương Thuyên Kì, cũng mượn cớ là cứu viện Lạc Dương, sai sứ đến gặp Ân Trọng Kham đề nghị kết giao. Trọng Kham cho bắt giữ Hoàn Vĩ (anh Hoàn Huyền), rồi sai em là Ân Duật đem hơn nghìn quân tiến vào Giang Tây Khẩu. Huyền sai Quách Thuyên và Phù Hoành chống lại, Duật thua trận bỏ trốn. Sau đó Hoàn Huyền dẫn quân đánh bại Dương Quảng. Trọng Kham lo sợ, bèn triệu Dương Thuyên Kì vào phủ bàn kế. Thuyên Kì bảo ông rằng Giang Lăng đã hết lương thực, không thể giữ được lâu và khuyên ông bỏ Giang Lăng đến Tương Dương cùng mình chống Hoàn Huyền. Nhưng Ân Trọng Kham muốn giữ Kinh châu, không muốn bỏ thành. Thuyên Kì bèn đưa quân lính và lương thực đến Giang Lăng hợp quân với ông, nhưng Ân Trọng Kham chỉ cho quân sĩ của Thuyên Kì ăn uống đạm bạc. Thuyên Kì thất vọng, không đến gặp Trọng Kham nữa.
Sau đó Dương Thuyên Kì một mình đưa quân đánh Hoàn Huyền, bị thua trận phải chạy về Tương Dương rồi tự tử. Ân Trọng Kham được tin bèn trốn sang Toản Thành, rồi định chạy lên Trường An, nhưng sau đó bị tướng của Hoàn Huyền là Phùng Cai bắt được. Ông bị Hoàn Huyền ép phải tự sát, không rõ bao nhiêu tuổi. Thi hài ông được chôn cất ở Đan Đồ.

## Gia đình
- Cha: Ân Dung
- Anh em: Ân Duật (em trai)
- Thê thiếp: Vương Ngạn Anh (con gái Vương Lâm)
- Con cái
  - Ân Giản Chi, sau khi cha mất được lĩnh thi hài về hạ táng. Về sau tham gia cùng Lưu Dụ thảo phạt Hoàn Huyền, sau chết trận[11].
  - Ân Khoáng Chi, làm đến chức Huyện lệnh huyện Diệm